# ئی.آ. ماریو
ئی. آ. ماریو (ایتالیایی: E. A. Mario؛ ۱۸۸۴ – ۲۴ ژوئن ۱۹۶۱) یک موسیقی‌دان و آهنگساز اهل ایتالیا بود.
از فیلم‌ها یا مجموعه‌های تلویزیونی که وی در آن‌ها نقش داشته‌است می‌توان به ناپل سبز و آبی اشاره نمود.